# Del Palmer
 (août 2012).
Pour les articles homonymes, voir Palmer (patronyme).
Del Palmer, né le 3 novembre 1952 à Greenwich (Grand Londres) et mort le 5 janvier 2024, est un bassiste britannique et ingénieur du son, plus connu pour son travail avec Kate Bush, avec qui il a eu aussi une longue relation entre les années 1970 et 1990,.

## Source
- (en) Cet article est partiellement ou en totalité issu de l’article de Wikipédia en anglais intitulé « Del Palmer » (voir la liste des auteurs).